# Metrioidea ocularis
Metrioidea ocularis är en skalbaggsart som först beskrevs av Blake 1942.  Metrioidea ocularis ingår i släktet Metrioidea och familjen bladbaggar. Inga underarter finns listade i Catalogue of Life.